# مارك بيل (رسام كارتون)
مارك بيل هو رسام كارتون كندي، ولد في 1971.

## وصلات خارجية
- الموقع الرسمي